# ОШ Драгомир Трајковић Жбевац
ОШ „Драгомир Трајковић” у Жбевцу, једна је од установа основног образовања на територији општине Бујановац.